# Parenthood (Fernsehserie)
Parenthood ist eine US-amerikanische Dramedy-Fernsehserie über die Großfamilie Braverman, basierend auf dem Spielfilm Eine Wahnsinnsfamilie von Ron Howard aus dem Jahr 1989. Darin werden anhand der vier erwachsenen Geschwister Braverman die unterschiedlichen Höhen und Tiefen des Elternseins dargestellt. Die Serie spielt im selben Serienuniversum wie die Serie About a Boy, da Dax Shepard als Crosby Braverman in der zehnten Episode der zweiten Staffel von About a Boy einen Auftritt hat.
Die Idee entwickelte der Drehbuchautor Jason Katims, Erfinder von Friday Night Lights, und produziert wird die Serie von den Produktionsunternehmen Imagine Television und Universal Television. Im Januar 2015 wurde die Serie nach sechs Staffeln und über 100 Episoden beendet. In Deutschland startete der Bezahlfernsehsender Glitz* die Erstausstrahlung der ersten Staffel am 14. Mai 2012, die Free-TV-Premiere wurde am 15. September 2012 auf dem Sender VOX ausgestrahlt.

## Handlung
Im Mittelpunkt steht die Großfamilie Braverman, vor allem die vier bereits erwachsenen Geschwister Adam, Crosby, Julia und Sarah mit ihren eigenen Kindern und Lebenspartnern. Eltern der Geschwister ist das Ehepaar Zeek und Camille Braverman.
Der älteste Sohn ist Adam Braverman, 40 Jahre alt und mit Kristina verheiratet. Die beiden haben eine Teenagertochter namens Haddie und den elfjährigen Sohn Max. Als die Schule bei Max das Asperger-Syndrom vermutet, steht das sonst harmonische Familienleben vor einer großen Bewährungsprobe. Kurz darauf muss sich Adam auch noch beruflich verändern, da ihm sein langjähriger Job in der Schuhfabrik plötzlich gekündigt wird. Kristina erkrankt an Krebs; ihre Krankheit gilt nach einer Chemotherapie als geheilt. Die beiden gründen ihre eigene Schule nachdem Max auf seiner Schule gemobbt wurde. Die Chambers Academy wird zuerst von Christina am Ende von Adam geleitet.
Adams zwei Jahre jüngere Schwester Sarah Braverman ist bereits seit langer Zeit vom Rockmusiker Seth Hold geschieden, den sie einst nach der High School auf seine Bandtour begleitete. Als alleinerziehende Mutter zweier Teenager, der 16-jährigen Amber und des 14-jährigen Drew, konnte sie aufgrund mangelnder Berufsausbildung nur in Aushilfsjobs, wie beispielsweise als Barkeeperin, arbeiten. Da ihre finanziellen Probleme zu groß wurden, entschloss sie sich, mit ihren Kindern wieder bei ihren Eltern einzuziehen, um in ihrer Heimatstadt ein neues Leben aufzubauen. Sie verlobt sich mit dem Lehrer Mark Cyr, der die Verlobung aber wieder auflöst. Sarah beginnt eine Liebesbeziehung mit ihrem Chef, dem Fotografen Hank, welchen sie später heiratet.
Sarahs jüngerer Bruder Crosby Braverman arbeitet als Musikproduzent. Seine Freundin Katie wünscht sich im Gegensatz zu ihm gemeinsame Kinder. Durch das plötzliche Erscheinen seiner früheren Freundin Jasmine gerät er in eine Beziehungskrise, da er erfährt, dass er bereits seit fünf Jahren Vater ist und nicht weiß, wie er mit dieser neuen Verantwortung umgehen soll. Mit Adam als Geschäftspartner gründet er ein eigenes Tonstudio. Nach einem Einbruch steigt Adam aus und Crosby führt es alleine weiter.
Die Jüngste der Geschwister ist Julia, die mit Joel Graham verheiratet ist. Während Julia in ihrer Anwaltskanzlei mit dem Aufbau ihrer Karriere beschäftigt ist, muss sich ihr Mann hingegen erst in seine neue Rolle als Hausmann einfinden, die er seiner kleinen Tochter Sidney zuliebe übernommen hat. Da ein weiterer Kinderwunsch unerfüllt bleibt, adoptiert das Ehepaar den zehnjährigen Victor. Sie kündigt ihren Job, um für Sydney und Viktor da zu sein. Ist aber unglücklich arbeitslos zu sein. Joel und sie trennen sich kurzzeitig voneinander, sie finden aber wieder zusammen.

## Figuren

### Zeek und Camille Braverman
- Zeek Braverman – das "Familienoberhaupt" und Vater der vier Geschwister Adam, Sarah, Crosby und Julia weiß oft von seinen vielen Berufs- und Lebenserfahrungen zu berichten, vor allem von seiner Zeit im Vietnam-Krieg. Am Ende der Serie stirbt er an einer Herzkrankheit.
- Camille Braverman – Zeeks langjährige Ehefrau liebt es, ihre Kinder in der Nähe zu wissen und empfängt ihre alleinerziehende Tochter Sarah mit offenen Armen, als diese wieder heimkehrt. Ihre künstlerische Ader lebt sie in Malerei und der der Gartenarbeit aus.

### Familie von Adam Braverman
- Adam Braverman – der 40-Jährige führt eine glückliche Ehe mit seiner Frau Kristina und hat drei Kinder, Haddie, Max und Nora. Er ist ein sehr umgänglicher und zuverlässiger Mensch, darum fragen ihn seine Geschwister oft nach Rat und Hilfe. Sein stabiles Familienglück gerät jedoch ins Wanken, als die Grundschullehrerin seines Sohnes einen Verdacht auf das Asperger-Syndrom äußert.
- Kristina Braverman – Adams Ehefrau ist sehr heimisch und verständnisvoll. Obwohl sie als Stützpfeiler der Familie angesehen wird, überfordert sie die medizinische Diagnose ihres Sohnes Max zunächst und sie will diese Nachricht nicht wahrhaben. Später nimmt sie wieder ihre Arbeit als Wahlhelferin auf.
- Haddie Braverman – die 15-jährige Tochter von Adam und Kristina ist eine gute und beliebte Schülerin und spielt in der Fußballmannschaft. Als die Diagnose ihres jüngeren Bruders das ganze Familienleben durcheinanderbringt, bemüht sie sich zunächst, das Bild einer Vorzeige-Tochter aufrechtzuerhalten. Als sie sich jedoch in den älteren Alex verliebt, gerät sie mit ihren Eltern aneinander.
- Max Braverman – der neunjährige Sohn von Adam und Kristina schien schon immer besonders empfindlich zu sein und seine Wutanfälle bereiten seinen Eltern viele Probleme. Als seine Probleme auf das Asperger-Syndrom, eine Form von Autismus, zurückgeführt werden, reagieren die einzelnen Familienmitglieder recht unterschiedlich auf diese Diagnose.
- Nora Braverman – die jüngste Tochter, die in der dritten Staffel geboren wird.

### Familie von Sarah Braverman
- Sarah Braverman – die 38-jährige alleinerziehende Mutter zweier Teenager, Amber und Drew, sah sich wegen ihrer zunehmenden finanziellen Probleme gezwungen, wieder zurück in ihr Elternhaus zu ziehen. Die Ehe mit ihrer Jugendliebe Seth Holt, einem bekannten Rockmusiker, ist schon seit Jahren wegen seiner exzessiven Lebensweise gescheitert, doch ohne College-Abschluss fand sie nie einen lukrativen Job. Zuhause in Berkeley bemüht sie sich um einen Neuanfang auf beruflicher als auch romantischer Ebene.
- Amber Holt – Sarahs 16-jährige Tochter ist völlig gegen den Umzug, weil sie ihren Rockerfreund nicht verlassen will. Mit ihrem widerspenstigen und rebellischen Verhalten demonstriert sie ihrer Umgebung, dass sie sich nicht an das neue Leben gewöhnen will. Sie gibt sich oft sehr hart und taff, ist aber auch sehr verletzlich im Inneren. Nach verschiedenen Jobs fängt sie an bei Crosby und Adam im Tonstudio zu arbeiten. Sie bekommt ein Baby von Ryan, einem Veteranen, den Zeek unter seine Fittiche nimmt. Trennt sich aber schon vor der Geburt des Babys von ihm.
- Andrew "Drew" Holt – Sarahs 14-jähriger Sohn ist viel ruhiger und sensibler als seine Schwester. Seine Gründe gegen den Umzug sind anderer Natur, er befürchtet, noch viel weniger Kontakt zu seinem Vater zu haben als sonst, doch er teilt niemandem seine Sorgen mit. Seine Highschoolfreundin wird ungewollt schwanger und lässt einen Abbruch durchführen. Später geht er aufs College.
- "Baby" Zeek Holt – Sohn von Amber und Ryan, wird in der Folge 6.12 (We made it through the night) geboren.
- Girl – Tochter von Amber und einem anderen Mann, in der letzten Szene kurz als Kleinkind auf Ambers Schoß zu sehen

### Familie von Crosby Braverman
- Crosby Braverman – der 32-Jährige ist zwar als Musikproduzent beruflich selbstständig, aber lässt sich gern noch häuslich von seiner Mutter bedienen. Seine unbekümmerte Lebenseinstellung kann ihm jedoch nicht weiterhelfen, als plötzlich seine verflossene Freundin Jasmine mit dem 5-jährigen Jabbar auftaucht und ihn als Crosbys Sohn vorstellt.
- Jasmine Trussell – Braverman – vor fünf Jahren hatte sie ein One-Night-Stand mit Crosby. Jasmine schlug sich als Tänzerin durch, doch als ihr mittlerweile 5-jähriger Sohn Jabbar unbedingt seinen leiblichen Vater kennenlernen wollte, kehrt sie zurück und klärt Crosby über seine Vaterschaft auf. Die beiden werden ein Paar und verlieben sich. Da Crosby sie mit Max Verhaltsenstherapeutin betrügt, trennen die beiden sich für eine Zeit und finden aber wieder zusammen. Im Staffelfinale der 3. Staffel heiratet sie Crosby.
- Jabbar Trussell – der Sohn von Jasmine ist fünf Jahre alt und will endlich seinen Vater, Crosby Braverman, kennenlernen.
- Aida Braverman – Tochter von Jasmine und Crosby, wird in der 5. Staffel geboren.
- erneute Schwangerschaft zu sehen in letzter Szene.

### Familie von Julia Braverman-Graham
- Julia Braverman-Graham – die 30-jährige berufstätige Mutter hat mit Joel Graham eine 5-jährige Tochter namens Sydney. Sie ist eine erfolgreiche Anwältin und ihr Ehemann unterstützt sie, indem er zu Hause bleibt und die Verantwortung für Haus und Kind übernimmt. Die Rollenverteilung hat aber auch unvorhergesehene Konsequenzen zufolge, so steht Joel oft im engen Kontakt zu anderen Müttern, außerdem scheint sich Sydney zunächst lieber an ihren Vater als an Julia zu wenden.
- Joel Graham – er hat mit seiner Ehefrau Julia eine gemeinsame fünf Jahre alte Tochter. Da er als Bauunternehmer finanziell nicht so erfolgreich wie seine Frau als Anwältin war, entschied er sich, als Hausmann die Karriere seiner Frau zu unterstützen. In seiner neuen Rolle genießt er die Zeit mit seiner Tochter. Er fängt später wieder an zu arbeiten. Joel und sie trennen sich kurzzeitig voneinander, sie finden aber wieder zusammen.
- Sydney Graham – die 5-jährige sehr willensstarke Tochter von Julia und Joel hat eine innige Beziehung zu ihrem Vater. Sie ist eine begabte Schülerin und wird als hochbegabt diagnostiziert.
- Victor Graham wird im Alter von zehn Jahren von Julia und Joel adoptiert und erhält ihren Namen.
- Baby Girl Graham – Victors leibliche Halbschwester, wird in Episode 6.13 von Joel und Julia adoptiert.
- Baby Boy Graham – jüngstes Kind der Graham Familie, im Staffelfinale in einer Weihnachtsszene zu sehen.

## Besetzung und Synchronisation

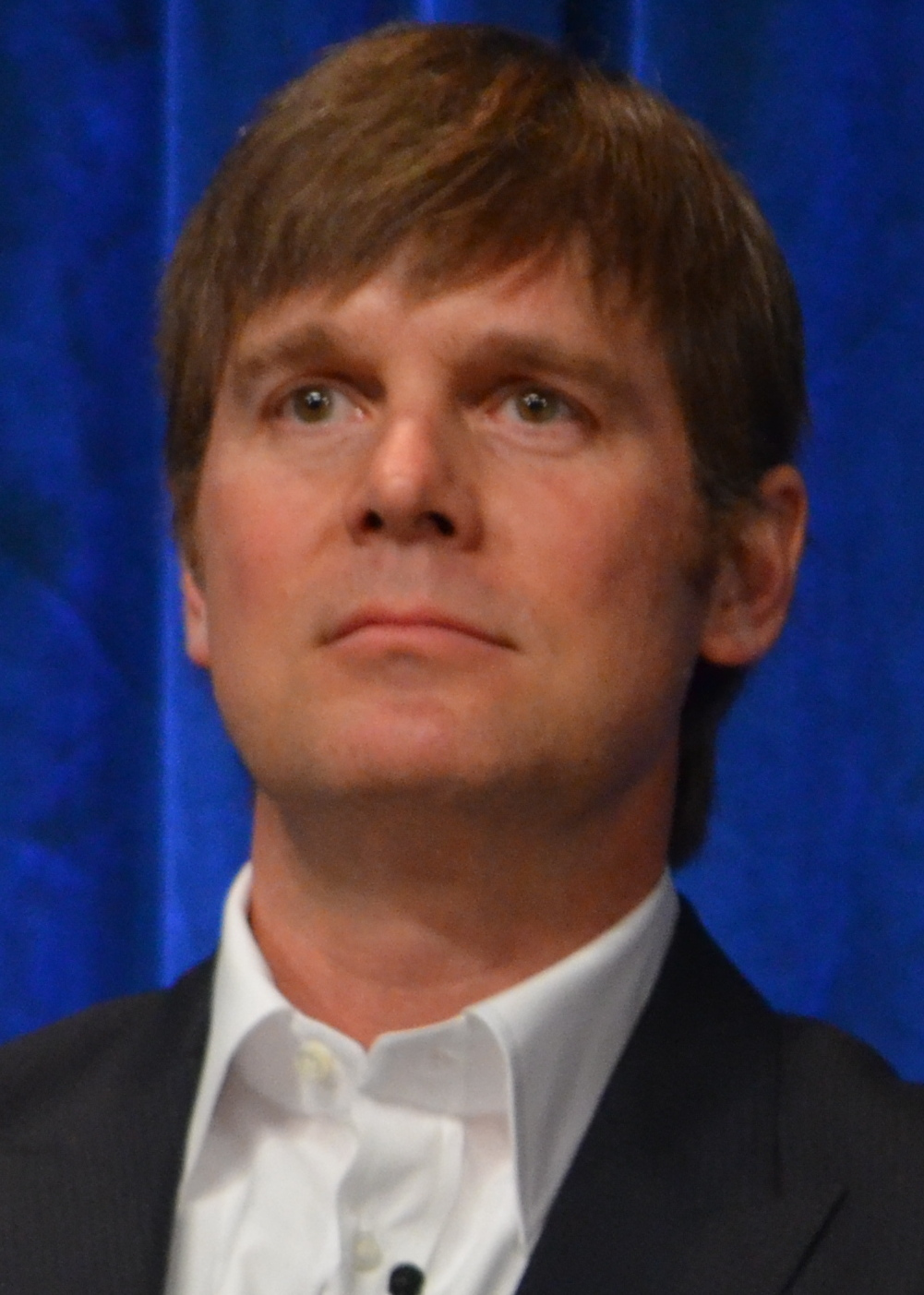
Peter Krause
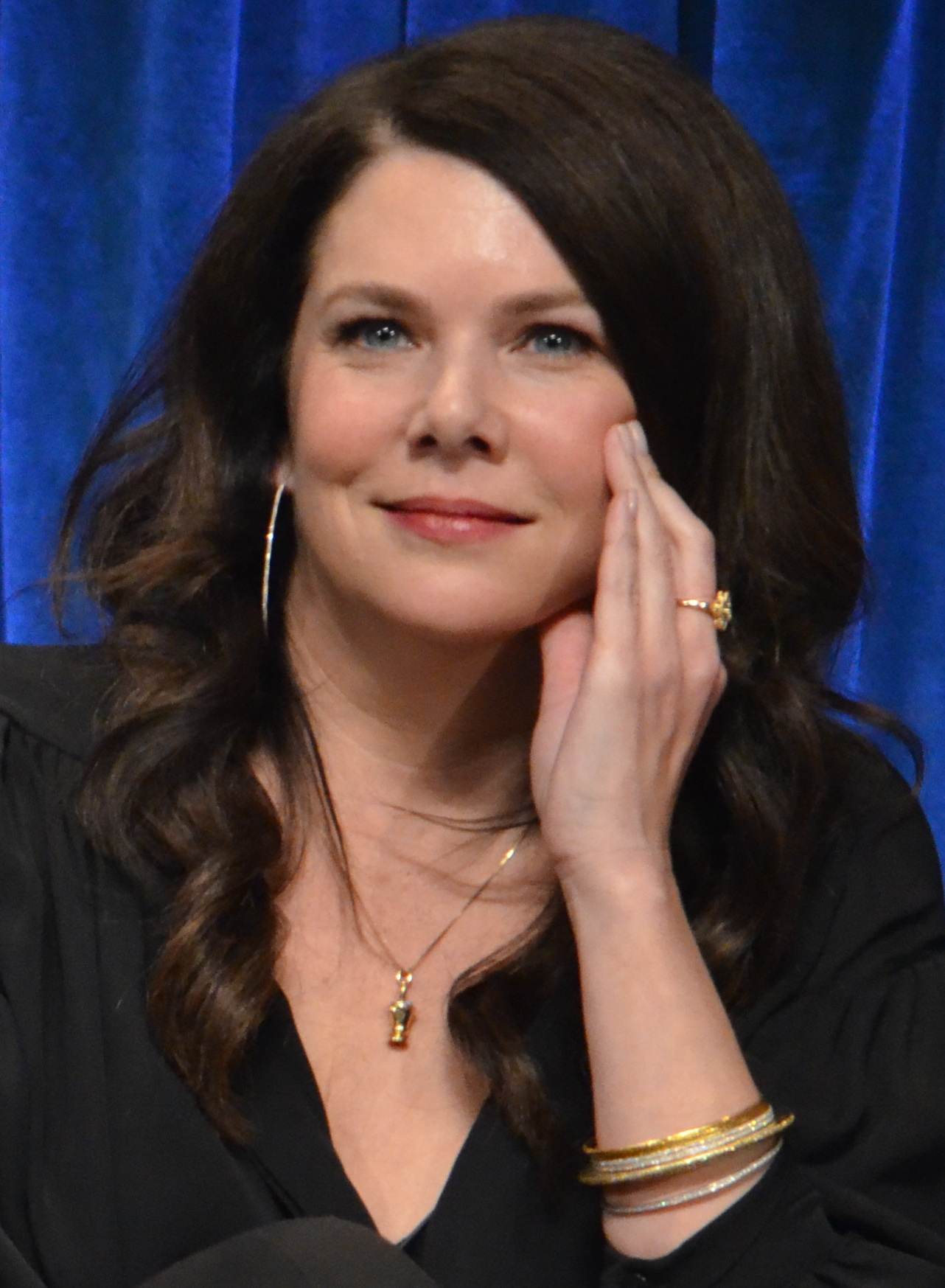
Lauren Graham
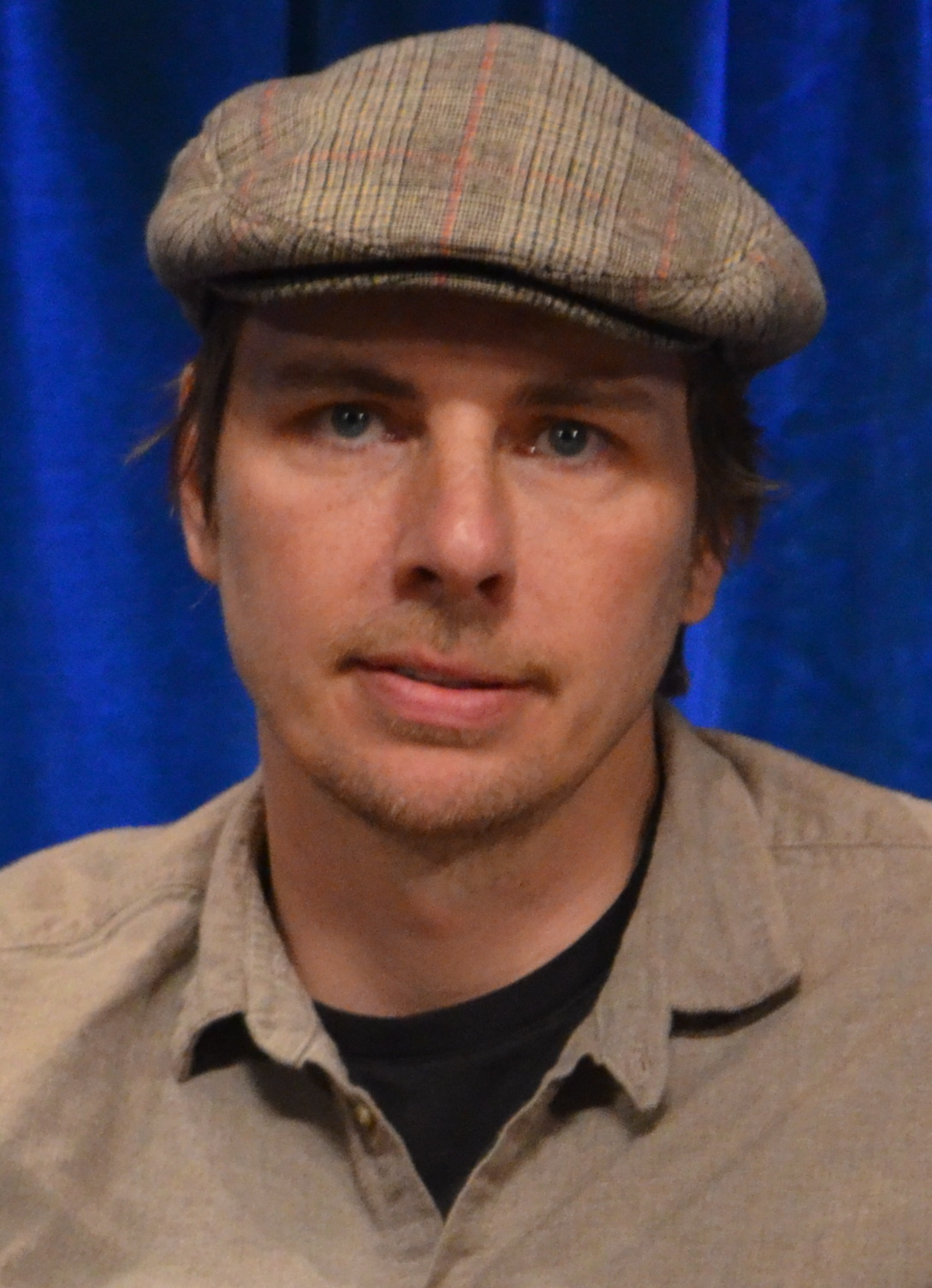
Dax Shepard
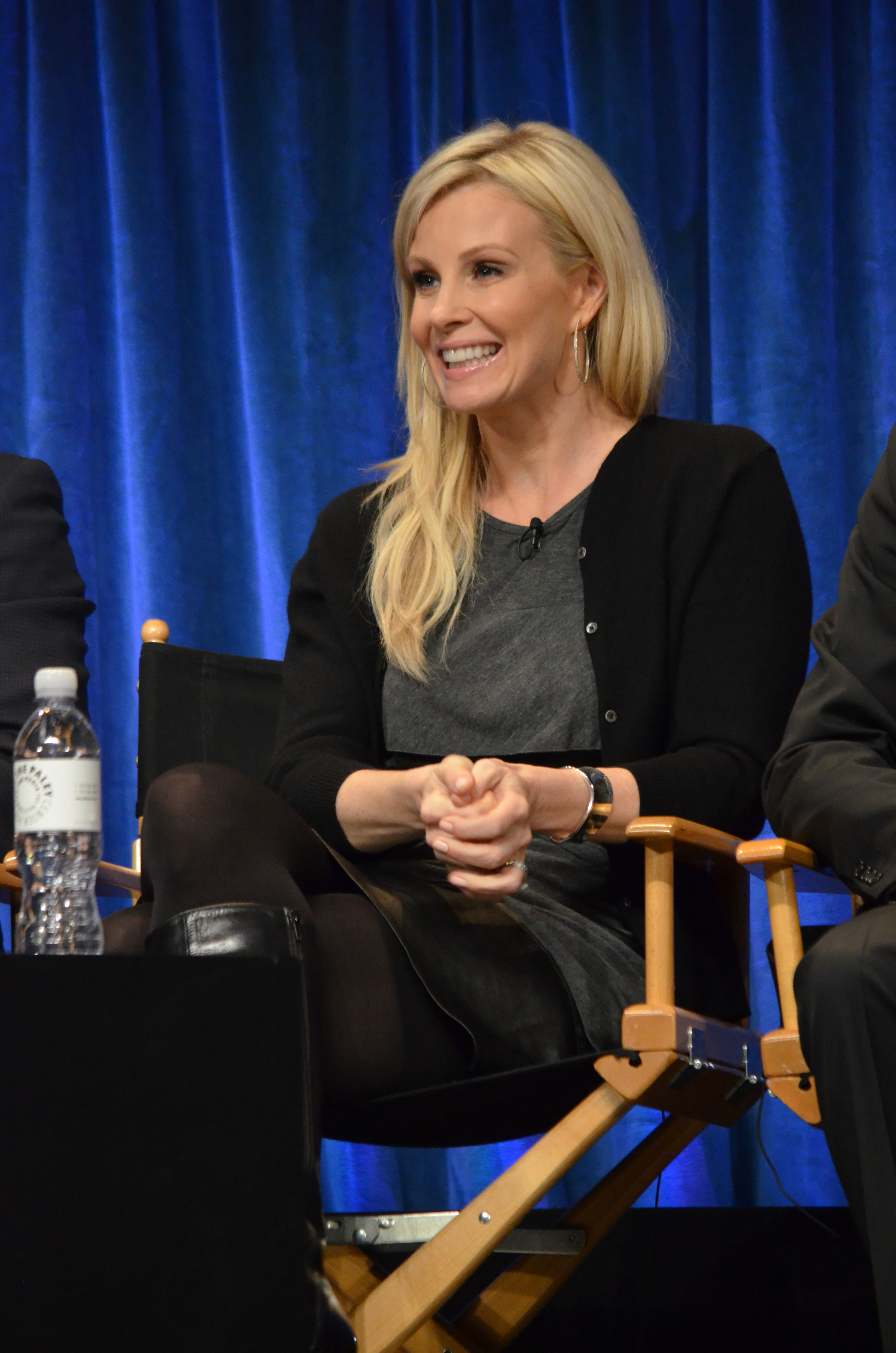
Monica Potter
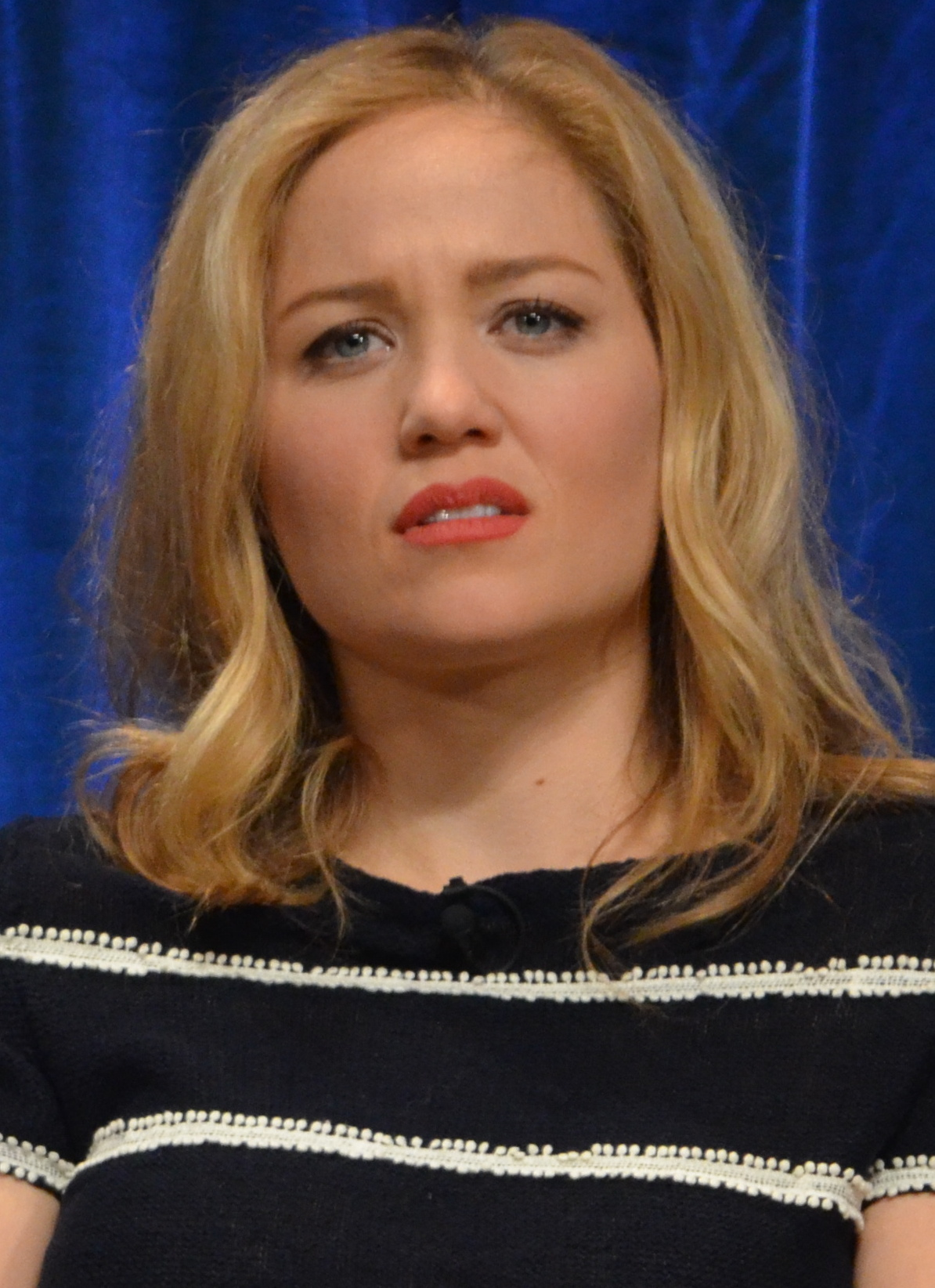
Erika Christensen
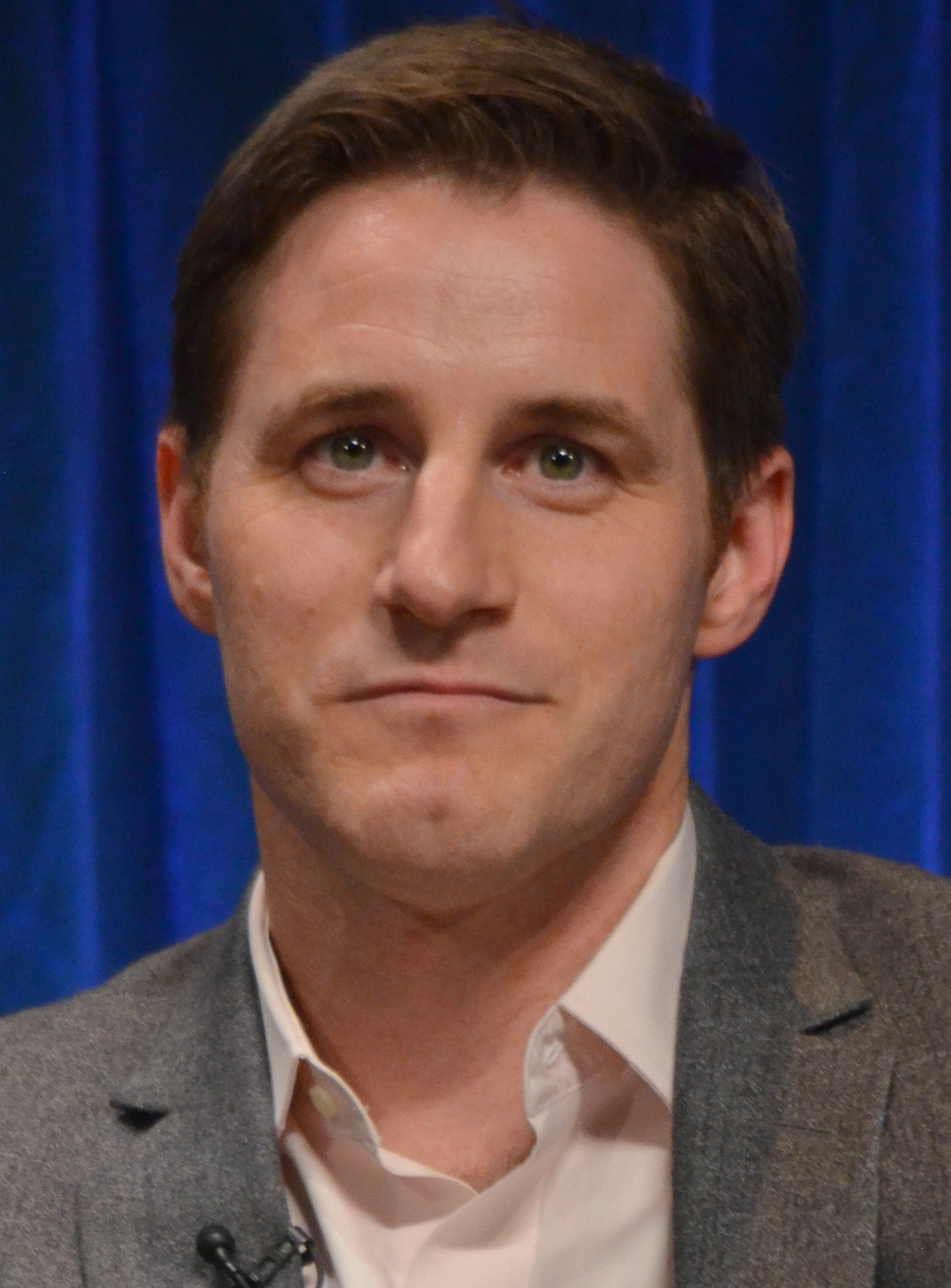
Sam Jaeger
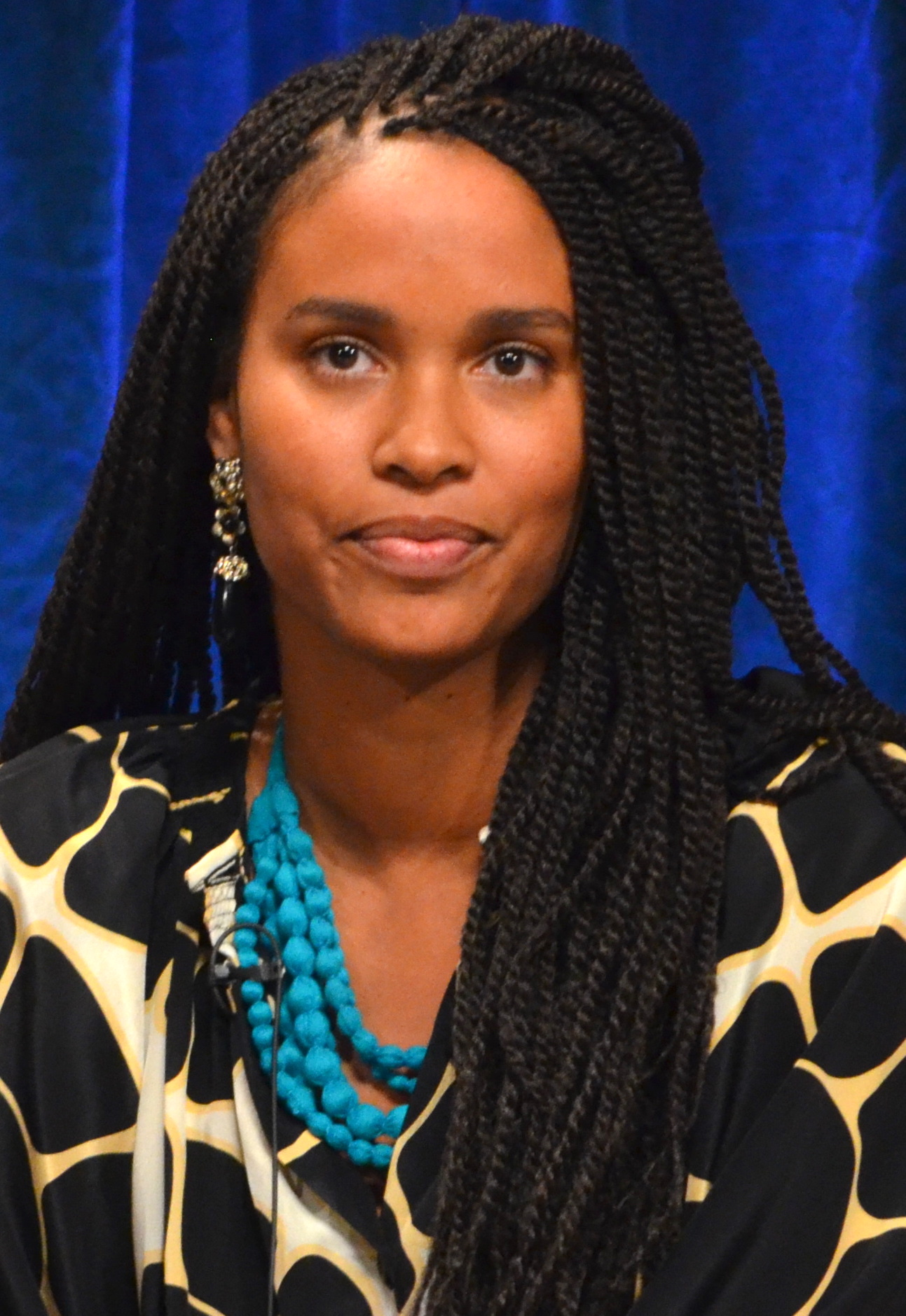
Joy Bryant
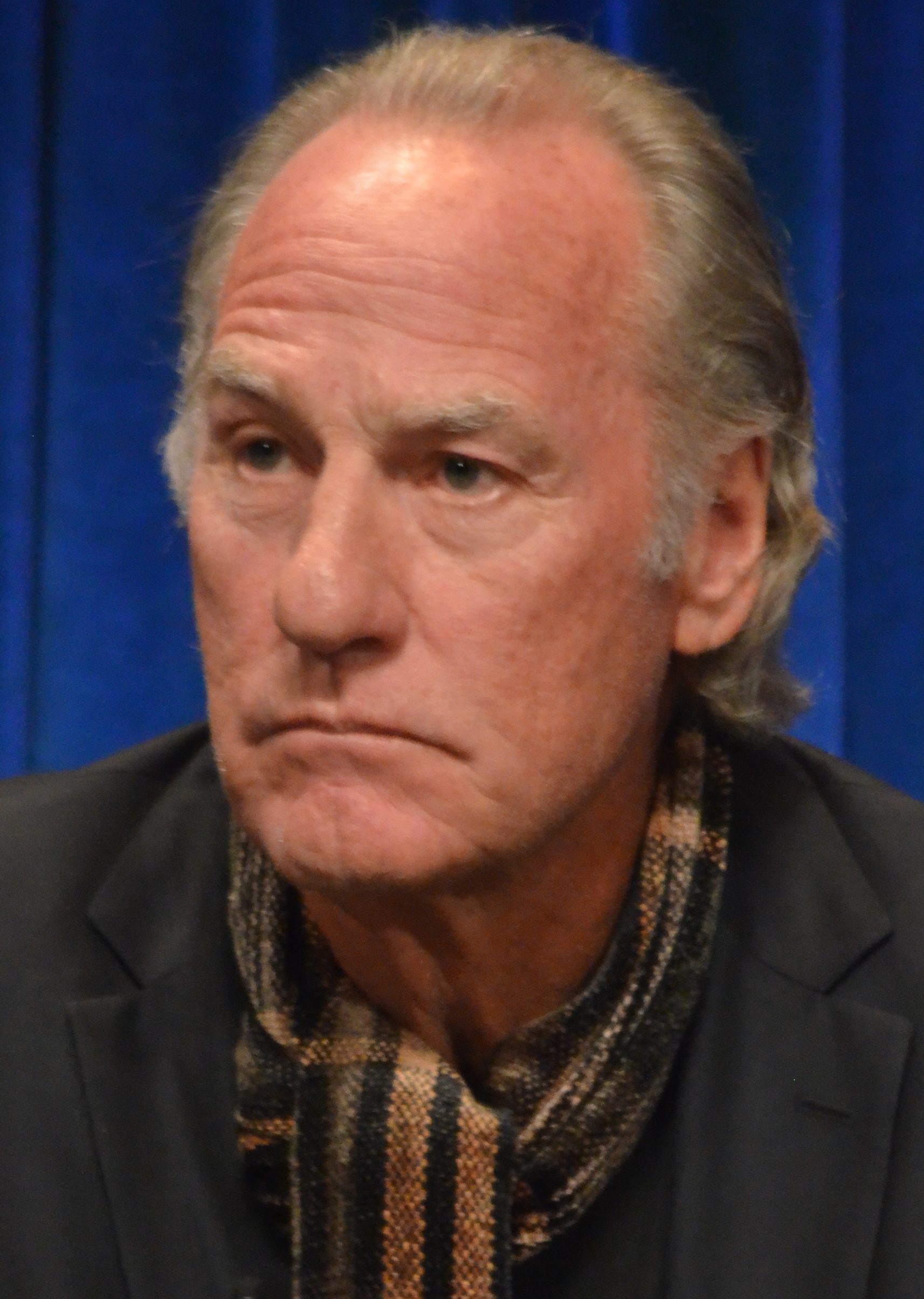
Craig T. Nelson

Die deutsche Synchronisation wurde von der Synchronfirma Interopa Film in Berlin durchgeführt unter der Dialogregie von Boris Tessmann und Heike Kospach. Tessmann schrieb zudem neben Jörg und Dirk Hartung die Dialogbücher.

### Hauptdarsteller
| Schauspieler       | Rollenname                | Hauptrolle (Staffel) | Nebenrolle (Staffel) | Synchronsprecher    |
| ------------------ | ------------------------- | -------------------- | -------------------- | ------------------- |
| Peter Krause       | Adam Braverman            | 1–6                  |                      | Charles Rettinghaus |
| Lauren Graham      | Sarah Braverman           | 1–6                  |                      | Melanie Pukaß       |
| Dax Shepard        | Crosby Braverman          | 1–6                  |                      | Markus Pfeiffer     |
| Monica Potter      | Kristina Braverman        | 1–6                  |                      | Maud Ackermann      |
| Erika Christensen  | Julia Braverman-Graham    | 1–6                  |                      | Ulrike Stürzbecher  |
| Sam Jaeger         | Joel Graham               | 1–6                  |                      | Boris Tessmann      |
| Savannah Paige Rae | Sydney Graham             | 1–6                  |                      |                     |
| Max Burkholder     | Max Braverman             | 1–6                  |                      | David Kunze         |
| Joy Bryant         | Jasmine Trussell          | 1–6                  |                      | Ilona Brokowski     |
| Miles Heizer       | Drew Holt                 | 1–6                  |                      | Christian Zeiger    |
| Mae Whitman        | Amber Holt                | 1–6                  |                      | Marie-Luise Schramm |
| Bonnie Bedelia     | Camille Braverman         | 1–6                  |                      | Dagmar Dempe        |
| Craig T. Nelson    | Zeek Braverman            | 1–6                  |                      | Christian Rode      |
| Sarah Ramos        | Haddie Braverman          | 1–3                  | 4–6                  | Anne Helm           |
| Tyree Brown        | Jabbar Trussell-Braverman | 2–6                  | 1                    |                     |
| Xolo Maridueña     | Victor Graham             | 4–6                  | 3                    | Till Flechtner      |

### Nebendarsteller
| Schauspieler       | Rollenname        | Rolle                                                                                              | Episoden                                    | Synchronsprecher   |
| ------------------ | ----------------- | -------------------------------------------------------------------------------------------------- | ------------------------------------------- | ------------------ |
| Marguerite Moreau  | Katie             | Freundin von Crosby                                                                                | 1.01–1.05                                   | Magdalena Turba    |
| Amanda Foreman     | Suze Lessing      | Mutter von Noel, der ebenfalls Asperger hat, Freundin von Adam und Kristina                        | 1.02–3.03                                   | Carmen Katt        |
| Phil Abrams        | Phil Lessing      | Vater von Noel, Freund von Kristina und Adam                                                       | 1.02–2.07, 3.03                             | Stefan Krause      |
| Tom Amandes        | Dr. Pelikan       | Doktor von Max Braverman, spezialisiert auf Kinder mit Asperger-Syndrom                            | 1.02–1.12, 2.06, 2.18, 5.13–5.20            | Bernd Rumpf        |
| Erinn Hayes        | Racquel           | Hausfrauen-Freundin von Joel Graham, Töchter sind beste Freundinnen                                | 1.02–1.10                                   | Katrin Zimmermann  |
| Asher Book         | Steve Williams    | Freund von Haddie Braverman                                                                        | 1.04–1.13                                   |                    |
| Jason Ritter       | Mark Cyr          | Freund und später Verlobter von Sarah Braverman                                                    | 1.05–1.13, 2.18–6.09                        | Sebastian Schulz   |
| Minka Kelly        | Gaby              | Hilft der Familie mit Max, dortige Tätigkeit: Verhaltenstherapeutin                                | 1.06–2.19                                   | Maria Koschny      |
| William Baldwin    | Gordon Flint      | Chef von Adam und Sarah                                                                            | 2.01–2.10                                   | Johannes Berenz    |
| Tina Lifford       | Renee Trussell    | Großmutter von Jabbar Trussell                                                                     | 2.02–2.15, 3.18–6.13                        | Arianne Borbach    |
| Michael B. Jordan  | Alex              | Freund von Haddie                                                                                  | 2.07–3.04                                   | Nico Sablik        |
| John Corbett       | Seth Holt         | Vater von Amber und Drew, Musiker                                                                  | 2.15–2.17, 3.05–3.16, 5.13                  | Nicolas Böll       |
| Richard Dreyfuss   | Gilliam T. Blount | Hilft Sarah bei ihrem Theaterstück, Regisseur                                                      | 2.19–2.22                                   |                    |
| Rosa Salazar       | Zoe DeHaven       | schwangere Kaffeeverkäuferin in Julias Büro, Mutter vom möglichen Adoptionskind von Julia und Joel | 3.01–3.18                                   | Annina Braunmiller |
| Skyler Day         | Amy Ellis         | Freundin von Drew                                                                                  | 3.03–5.15                                   | Friederike Walke   |
| Alexandra Daddario | Rachel            | Empfangsdame beim Luncheonette                                                                     | 3.08–3.13                                   | Sarah Riedel       |
| Mia Allan          | Nora Braverman    | Tochter von Kristina und Adam Braverman                                                            | 3.16–6.13                                   |                    |
| Ella Allan         | Nora Braverman    | Tochter von Kristina und Adam Braverman                                                            | 3.16–6.13                                   |                    |
| Ray Romano         | Hank Rizzoli      | Freund von Sarah Holt, Fotograf, hat das Asperger-Syndrom                                          | 4.01–6.13                                   | Tobias Meister     |
| Matt Lauria        | Ryan York         | Freund und später Verlobter von Amber Holt, Vater von "Baby" Zeek Holt                             | 4.04–4.15, 5.01–5.12, 5.21–5.22, 6.03, 6.13 |                    |

## Auszeichnungen und Nominierungen

### Auszeichnungen
NAMIC Vision Award
- 2012: Auszeichnung in der Kategorie Best Drama

PRISM Awards
- 2012: Auszeichnung in der Kategorie Drama Series Episode – Substance Use
- 2012: Auszeichnung in der Kategorie Male Performance in a Drama Series Multi-Episode Storyline für Craig T. Nelson
- 2012: Auszeichnung in der Kategorie Drama Series Multi-Episode Storyline – Mental Health für Max’ Asperger-Syndrom

### Nominierungen
Emmys
- 2012: Nominierung in der Kategorie Gastdarsteller in einer Dramaserie für Jason Ritter

Young Artist Awards
- 2012: Nominierung in der Kategorie Bester Nebendarsteller in einer Fernsehserie für Max Burkholder
- 2012: Nominierung in der Kategorie Bester Gastdarsteller in einer Fernsehserie – zwischen 18 und 21 Jahren für Max Ehrich

Teen Choice Awards
- 2010: Nominierung in der Kategorie Breakout Star Female für Mae Whitman
- 2010: Nominierung in der Kategorie Parental Unit für Lauren Graham

ALMA Awards
- 2011: Nominierung in der Kategorie Favorite TV Actress – Supporting Role für Sarah Ramos
- 2012: Nominierung in der Kategorie Favorite TV Actress – Supporting Role für Sarah Ramos

Casting Society of America
- 2010: Nominierung in der Kategorie Outstanding Achievement in Casting – Television Pilot – Drama für Carrie Audino, Laura Schiff and Nina Henninger

NAACP Image Awards
- 2012: Nominierung in der Kategorie Outstanding Directing in a Dramatic Series für Ken Whittingham, Folge Opening Night

Television Critics Association Awards
- 2010: Nominierung in der Kategorie Outstanding New Program of the Year